# 阿爾謝尼耶夫卡河
阿爾謝尼耶夫卡河（羅馬化：Reka Arsenyevka），前称刀毕河（俄语：Река Даубихэ, Река Долбыхэ），也作呼也河（满语：Huye Bira），是俄羅斯的河流，位於濱海邊疆區內，屬於烏蘇里江的左支流，發源自錫霍特山脈西麓，是乌苏里江上游两源流之一，河道全長約294公里，流域面積7,060平方公里，河畔城鎮有阿爾謝尼耶夫。原来是中国吉林省的内河，中俄北京条约签订以后該河流域隨烏蘇里江以東地域被割让给俄罗斯。
河源起锡霍特阿林山脉的梅得纳亚山西南坡，向东北流经宽阔的山谷，在贝尔佐沃村附近流入乌苏里江。流域面积的82%是针叶林植被，7.4%是沼泽。流域内共有河流约2000条，总长度超过5000公里，其中大部分是长度不足10公里的小溪。河道洪泛区在源头处约宽700至800米，在下游扩大到2至4米，一般洪水时河道宽150米。下游河道蜿蜒，弯道多。河宽上游20至40米，下游50至60米，河岸陡，多沙和砂砾石质，杂有灌木丛生。水流量60.6立方米每秒。
穆拉维卡河、锡涅戈尔卡河、利波夫察河、帕夫利诺夫卡河、达奇纳亚河、波佩列奇纳亚河和罗斯拉夫卡河注入。

## 名称
原名道比河、刀毕河或刀兵河。上下游称“刀毕河”，中游称“头道沟”。1972年苏联政府将它改为今名。现名以俄罗斯探险家弗拉基米尔·克拉夫季耶维奇·阿尔谢尼耶夫命名，他在1902年至1907年间带队勘察乌苏里盆地和海参崴北部地区。